# Орден Красного орла
Орден Красного орла (нем. Roter Adlerorden) — рыцарский орден королевства Пруссии. Служил наградой за храбрость в бою, выдающееся командование войсками, долгую и верную службу королевству и другие заслуги. Ордена удостаивались офицеры или гражданские лица, приблизительно эквивалентные им по статусу; при этом существовавшая медаль ордена могла вручаться унтер-офицерам, солдатам, низшим государственным служащим и другим лицам.

## История
Предшественник ордена Красного орла был основан 17 ноября 1705 года маркграфом Бранденбург-Байрейтским Георгом Вильгельмом как орден Искренности (Ordre de la Sincérité), образцом для него вероятно послужил английский орден Подвязки. Его полная организация и публичное открытие как единственного ордена Княжеского Бранденбургского дома состоялось, когда Георг Вильгельм вступил в должность в 1712 году.
В 1734 году в Бранденбург-Ансбахе маркграф Георг Фридрих Карл Бранденбург-Кульмбахский возродил Орден под новым названием — «Орден Бранденбургского Красного орла» и с новым девизом «SINSERE ET CONSTANTE» («ИСКРЕННЕ И СТОЙКО»). 18 июля 1734 года были изданы Статуты этого ордена.
В январе 1792 года Бранденбург-Байрейт и Бранденбург-Ансбах были поглощены Пруссией, при этом орден также перешел к Пруссии. 12 июня 1792 года король Фридрих Вильгельм II дал Ордену его последнее название — «Орден Красного Орла» и придал ему статут ордена Прусского королевства, второго по старшинству после ордена Чёрного орла. С тех пор кавалеры ордена Черного Орла всегда носили на шейной ленте знак ордена Красного орла (с 1810 года — крест 1-й степени), а с 1861 года — Большой крест ордена Красного Орла.
Согласно статуту ордена Чёрного Орла, его члены автоматически удостаивались отличия Большого креста ордена Красного Орла (а также ордена Короны 1-й степени).
Орден прекратил существование с падением Германской империи в 1918 году. К этому моменту орден разделялся на 6 классов:
- Большой Крест – награждались члены королевской семьи мужского пола, награждённые орденом Чёрного Орла и иностранные государи
- 1 класс – награждались высшие офицеры и сановники иностранных правительств
- 2 класс – награждались старшие офицеры и дворяне
- 3 класс – награждались офицеры и мелкие дворяне
- 4 класс – награждались унтер-офицеры
- Медаль – награждались рядовые и недворяне.

## Классы
Первоначально учрежденный 12 июня 1792 году орден состоял из одного класса.
18 января 1810 года король Фридрих Вильгельм III пересмотрел устав ордена, расширив его до трёх классов.
18 января 1830 года были добавлены нагрудная звезда для второго класса (теперь орден второго класса мог вручаться как со звездой так и без неё) и четвёртый класс ордена.
В связи с коронацией Вильгельмом I в 1861 году был учрежден Большой крест, как высший класс ордена.
| Лента | Знак | Звезда | Цепь | Степень              | Дата учреждения | Описание |
| ----- | ---- | ------ | ---- | -------------------- | --------------- | --- |
|       |      |        |      | Большой крест        | 1861            | Знак — изготовленный из золота белый эмалированный мальтийский крест. В промежутках между плечами креста расположены четыре эмалированных красных Бранденбургских орла, увенчанных шапкой курфюрста. На золотом медальоне, который находится в центре креста, королевская монограмма «WR» (Wilhelmus Rex). Медальон окружен кольцом синей эмали с девизом ордена золотыми буквами: «Sincere et constanter». Реверс медальона золотой и содержит дату основания золотыми буквами: «18 октября 1861 г.» внутри золотого венка, образованного наполовину лавровой ветвью, наполовину дубовой ветвью. Звезда — восьмиконечная золотая, на медальоне на серебряном фоне изображен вооруженный золотом Бранденбургский красный орёл с распростёртыми крыльями, обрамлёнными золотыми стеблями клевера. В правой лапе - золотой скипетр, в левой - серебряный меч с золотой рукоятью; на груди - лазуревый щиток с золотым скипетром в нём (знак «имперского великого камергера»). Медальон окружен кольцом синей эмали с девизом ордена золотыми буквами: «Sincere et constanter». Цепь — состоит из 25 звеньев, состоящих частично из круглых медальонов, частично из венков. Медальоны, увенчанные королевской короной, состоят из кольца синей эмали с девизом ордена золотыми буквами: «Sincere et constanter». Внутри кольца поочередно изображена золотом королевская монограмма «WR», или уже описанный выше Бранденбургский красный орел, но без скипетра и меча. Венки - золотые, наполовину образованы лавровой ветвью, а наполовину дубовой. На венки наложены (частично проходящие сквозь них) скрещенные золотые скипетр и меч. Знак ордена большого креста, описанный выше, крепится к среднему звену цепи - одному из медальонов с изображением королевской монограммы. Цепь вручалась только за особые заслуги. Правила ношения — знак ордена на широкой ленте через левое плечо, звезда на левой стороне груди. В случае наличия у награждённого ордена Чёрного орла, носился только знак ордена на шейной ленте. Цепь носят только в торжественных случаях. |
|       |      |        |      | 1-й класс            | 1792            | Знак образца 1792 года (единственная степень) — изготовленный из золота белый эмалированный мальтийский крест, увенчанный королевской короной. Промежутки между плечами креста заполнены золотыми лучами, с наложенными на них Бранденбургскими красными орлами, увенчанными королевской короной. На медальоне, который находится в центре креста, королевская монограмма «FWR» (Friderieus Wilhelmus Rex). Знак образца 1810 года — белый эмалированный лапчатый крест. На аверсе медальона изображен бранденбургский красный орел, держащий щит Цоллернов на груди и зеленый венок в когтях, а на реверсе — монограмма «FW» (Friderieus Wilhelmus) под прусской королевской короной. Звезда — восьмиконечная серебряная, на медальоне изображён коронованный бранденбургский красный орел, держащий щит Цоллернов на груди и зеленый венок в когтях. Медальон окружен кольцом белой эмали с девизом ордена золотыми буквами: «Sincere et constanter». Правила ношения — знак ордена на широкой ленте через левое плечо, звезда на левой стороне груди. В случае наличия у награждённого ордена Чёрного орла, носился только знак ордена на шейной ленте. |
|       |      |        |      | 2-й класс со звездой | 1830            | Знак — белый эмалированный лапчатый крест. Аналогичен кресту 1-го класса, но меньшего размера. Звезда — четырехконечная серебряная, на которую наложен знак ордена с медальоном, аналогичным медальону звезды ордена 1-го класса. Правила ношения — знак ордена на шейной ленте, звезда на левой стороне груди. |
|       |      |        |      | 2-й класс            | 1810            | Знак — белый эмалированный лапчатый крест. Аналогичен кресту 1-го класса, но меньшего размера. Правила ношения — знак ордена на шейной ленте. |
|       |      |        |      | 3-й класс            | 1810            | Знак — белый эмалированный лапчатый крест. Аналогичен кресту 1-го класса, но меньшего размера. Правила ношения — знак ордена на ленте на левой стороне груди. |
|       |      |        |      | 4-й класс            | 1830            | Знак — аналогичен кресту 3-го класса, но выполнен из матового серебра, а центральный медальон аверса покрыто эмалью, как и у остальных классов. Правила ношения — знак ордена на ленте на левой стороне груди. |

Кроме этого существовало множество дополнений к ордену:
- Мечи — все классы ордена (кроме медали) с 16 сентября 1848 года за военные заслуги могли выдаваться с мечами;
- Мечи на кольце — все классы ордена выше 4-го класса с 16 сентября 1848 года могли быть выданы с «мечами на кольце», указывая, что получатель ранее награждён низшим классом ордена с мечами. Пара скрещенных мечей носилась на кольце подвески знака или крепилась над медальоном на верхнем луче звезды;
- Корона — все классы ордена могли быть выданы с короной как дополнительным отличием;
- Дубовые листья — Большой крест, 1-й и 2-й классы могли быть выданы с дубовыми листьями, указывая, что получатель ранее награждён низшим классом ордена;
- Бриллианты — Большой крест, 1-й и 2-й классы могли быть выданы украшенными бриллиантами как особое отличие;
- Бант — 3-й класс ордена с 22 января 1832 года мог быть выдан на ленте с бантом, указывая, что получатель ранее награждён 4-м классом;
- Крест ордена Иоанитов — члены рыцарского ордена Святого Иоанна Иерусалимского (Мальтийского), осуществлявшие попечение о больных и раненых воинах, получали орден Красного орла с миниатюрой знака ордена Святого Иоанна;
- Юбилейные числа — с 19 декабря 1851 года за 50-летнюю службу награждённый орденом мог получить круглый медальон с числом «50». Медальон крепился к кольцу подвески или к дубовым листьям;

18 февраля 1849 года во время ежегодного орденского праздника Фридрих Вильгельм IV создал версию ордена с короной и скипетрами для награждения участников.
За различные заслуги знаки ордена могли также носиться на лентах ордена Железного креста (как для комбатантов, так и некомбатантов), ордена Дома Гогенцоллернов, чёрной ленте с тремя тонкими белыми полосками. Лента банта и лента, к которой крепился бант, могли быть различными.
26 февраля 1851 года была создана версия ордена для нехристиан. Основным отличием наградных знаков для лиц нехристианских конфессий является отсутствие на них христианского символа — креста. Так, кавалеру 1-го класса вместо знака ордена вручалась звезда, аналогичная носимой на груди. Кавалеру 2-го класса вручалась нагрудная звезда без креста белой эмали и аналогичный знак для ношения на шее. Кавалеру 3-го класса вручался знак, аналогичный знаку 2-го класса для нехристиан, но меньшего размера. Кавалеру 4-го класса вручался знак, имевший круглую форму.

### Медаль
В 1918 году статут был дополнен военной медалью, доступной недворянам и простым солдатам. На аверсе медали изображался знак ордена 4-го класса, на реверсе – монограмма монарха. К верху медали крепилась корона. Медаль носили на ленте на левой стороне груди.

## Галерея

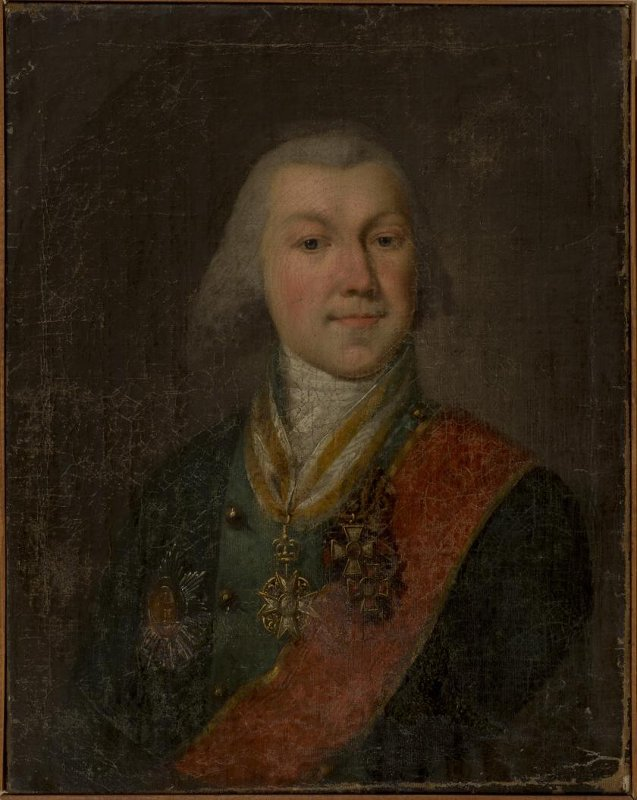
Портрет князя А.И. Горчакова со знаком ордена образца 1792 года
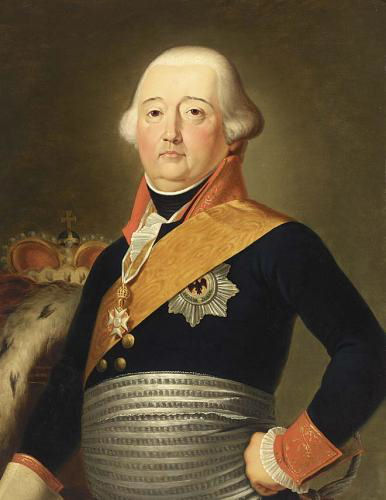
Портрет князя Германа фон Гогенцоллерн-Гехингена со знаком ордена образца 1792 года
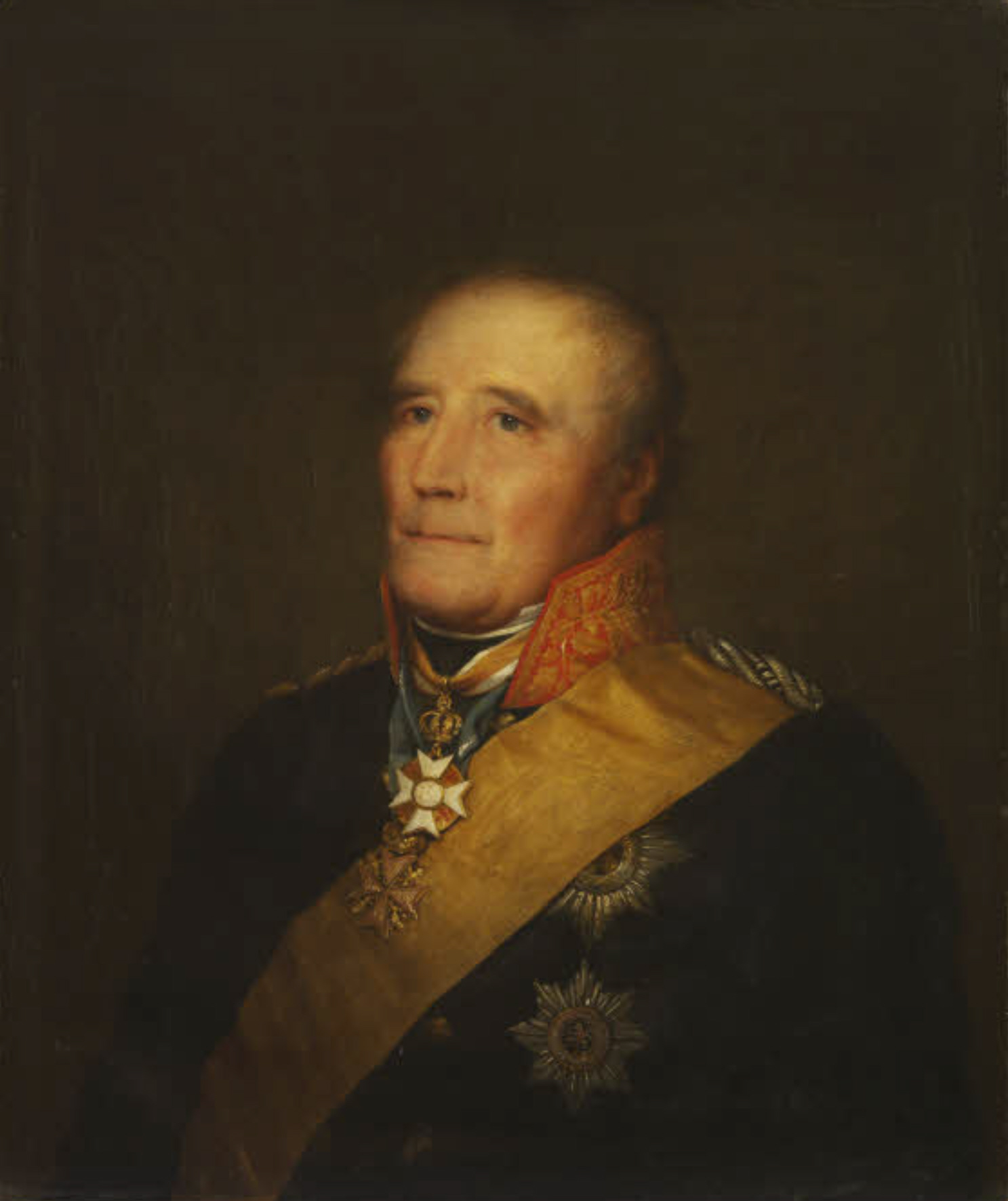
Портрет Мартина Эрнста фон Шлиффена[нем.] со знаком ордена образца 1792 года
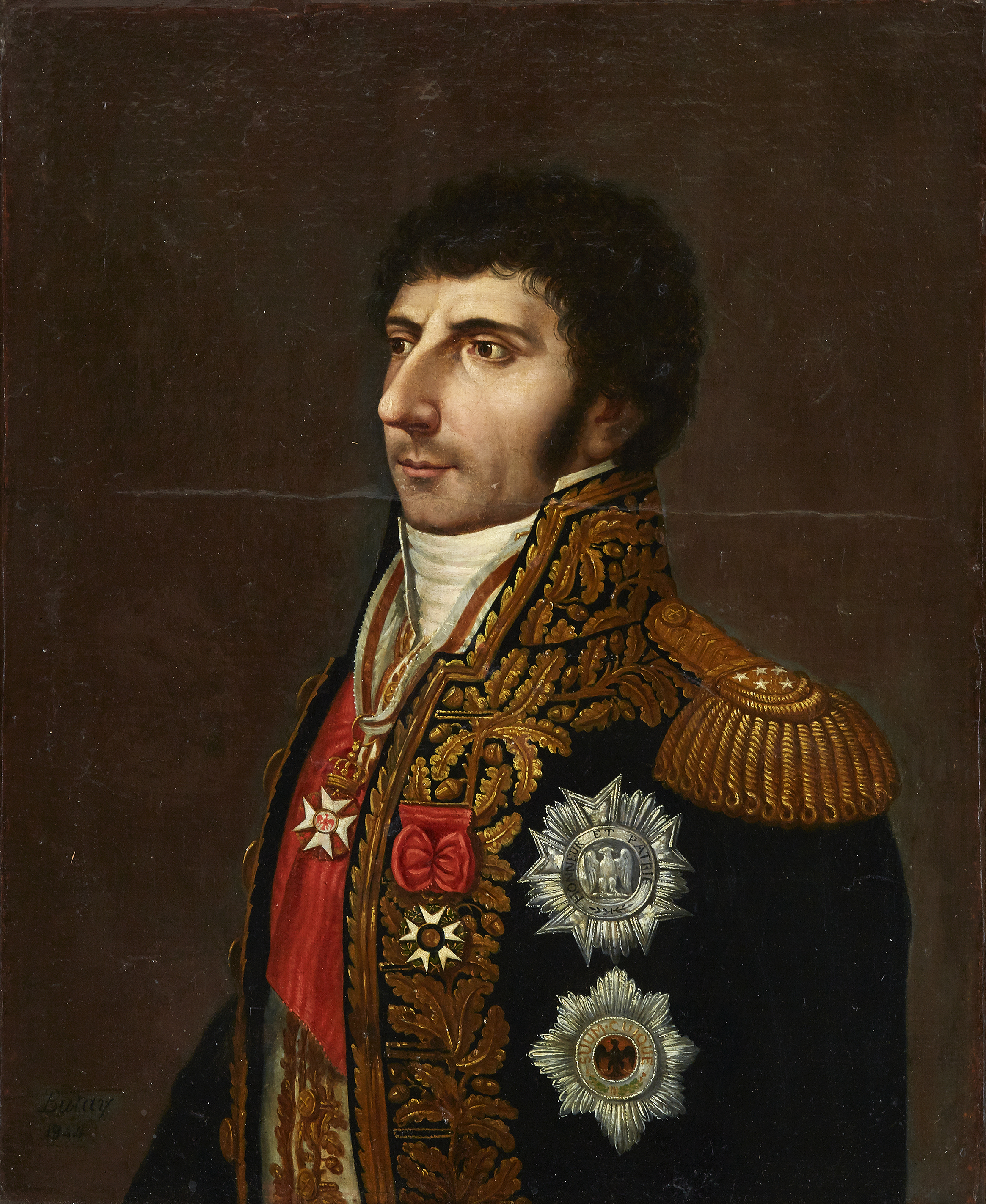
Портрет маршала Бернадота со знаком ордена образца 1792 года

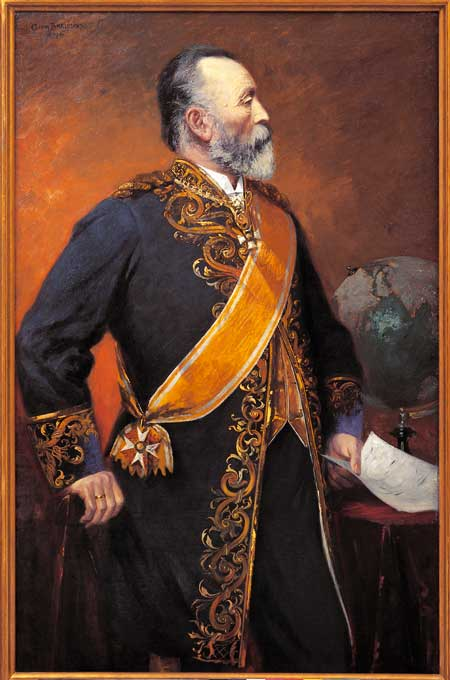
Портрет Генриха фон Стефана со знаком Большого креста ордена
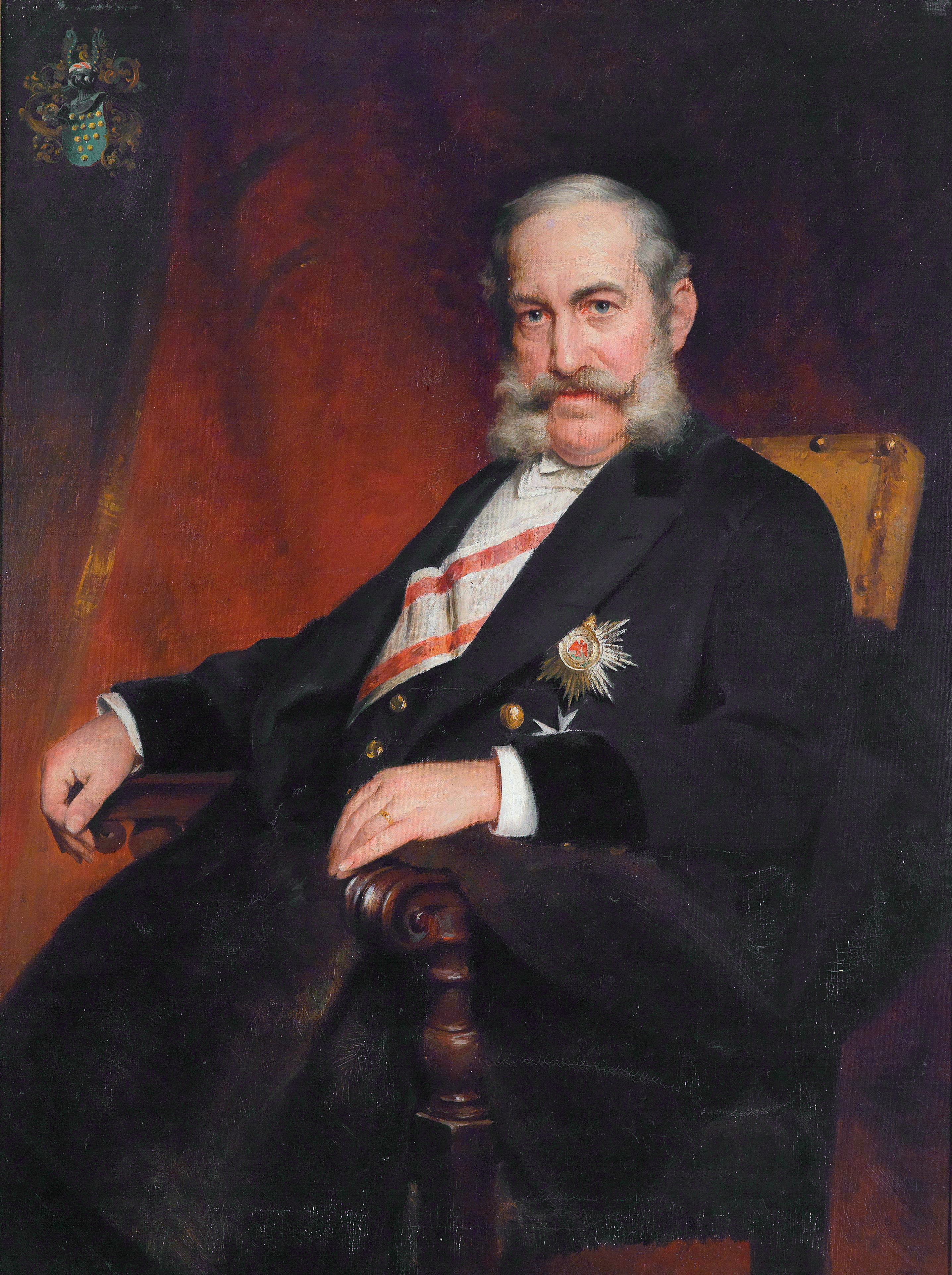
Портрет Отто фон Бюлова с лентой и звездой ордена 1-го класса
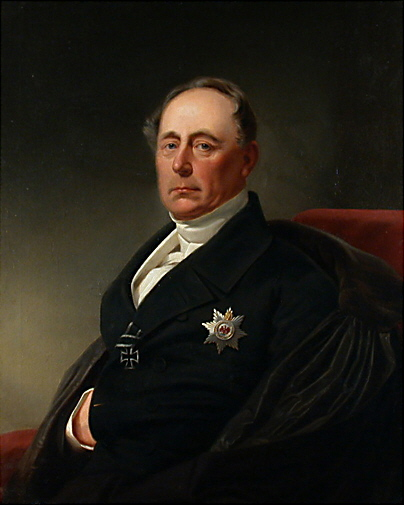
Портрет Людвига фон Массова со звездой ордена 1-го класса
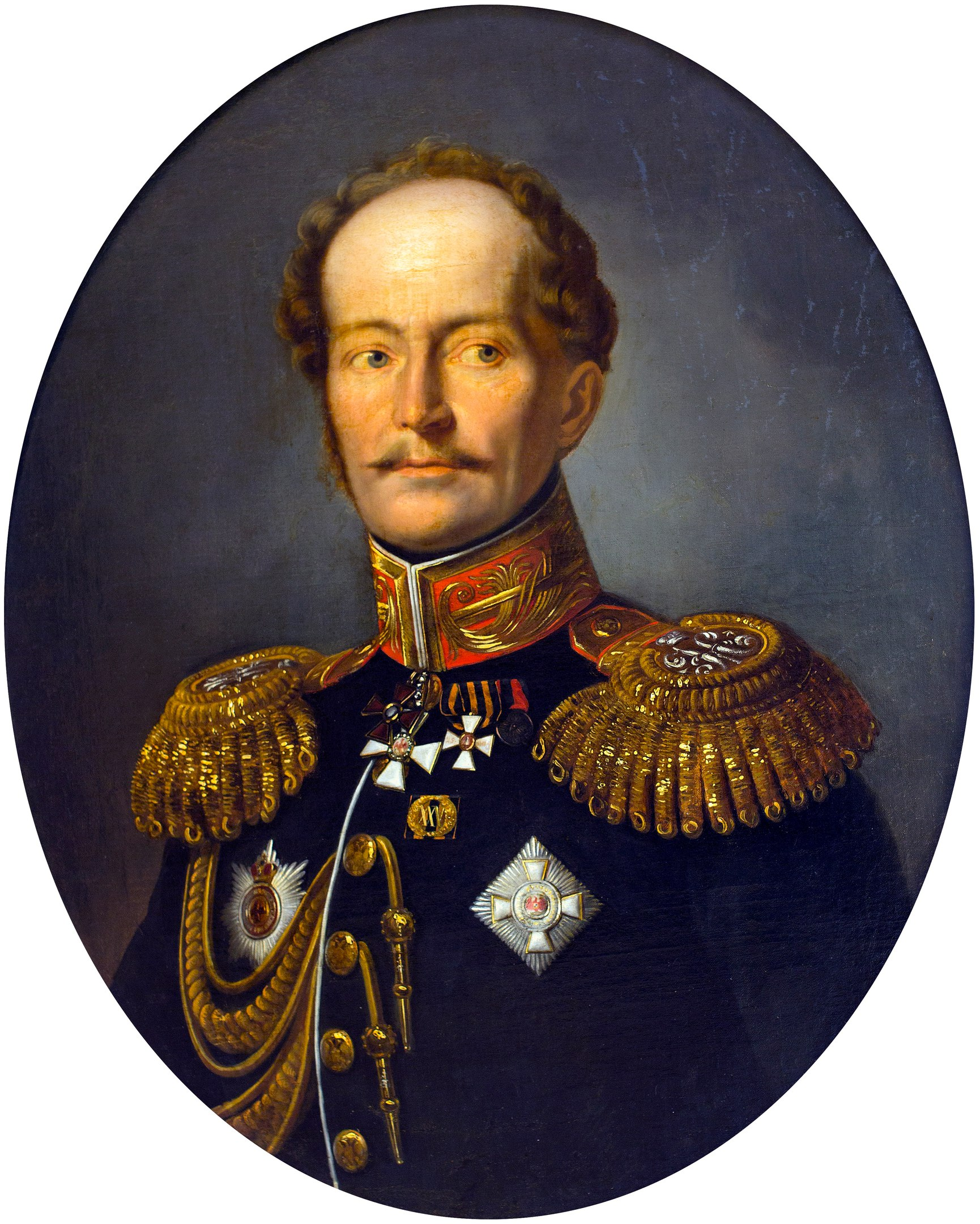
Портрет К.К. Мердера со знаком и звездой ордена 2-го класса
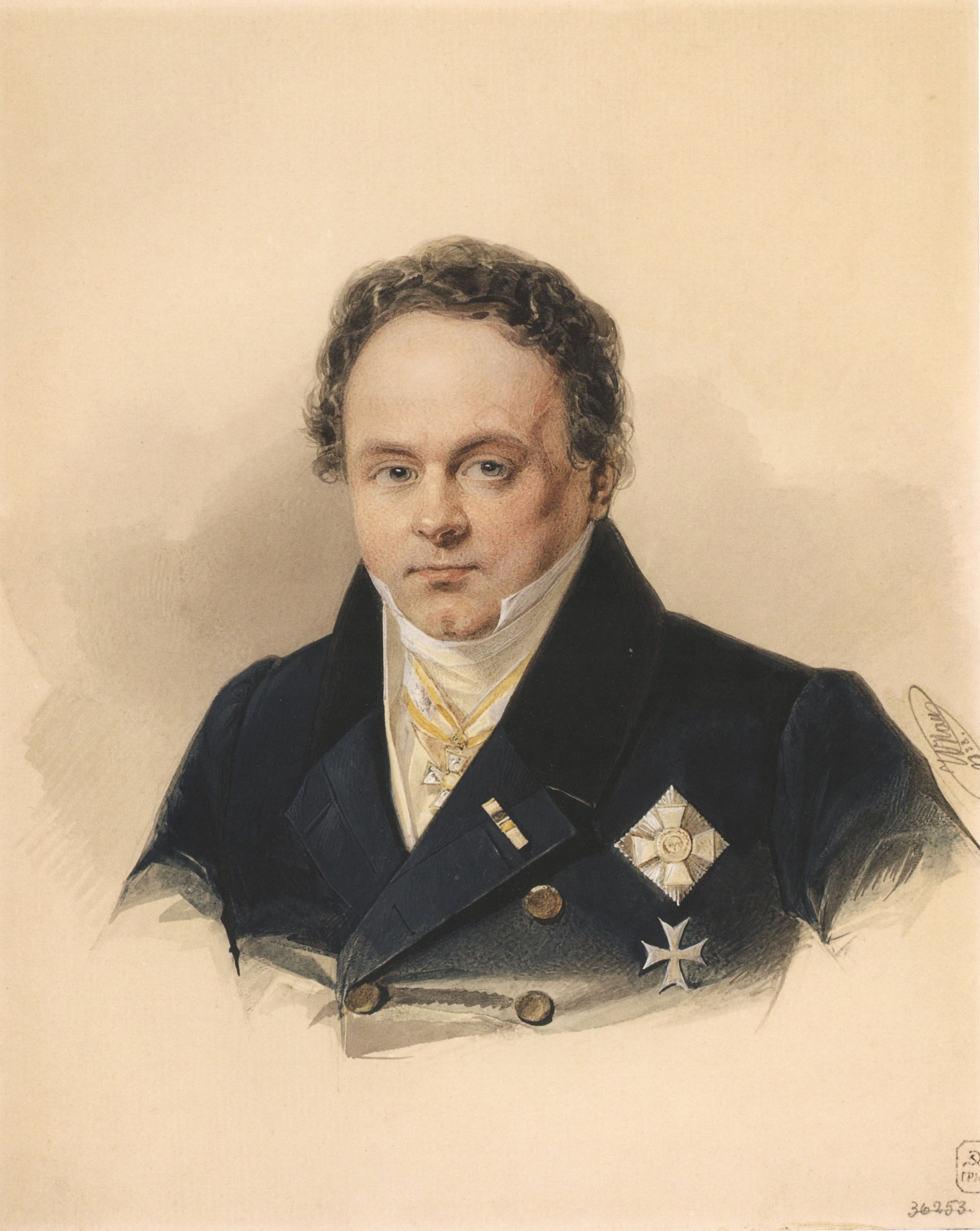
Портрет барона Августа фон Либермана со знаком и звездой ордена 2-го класса
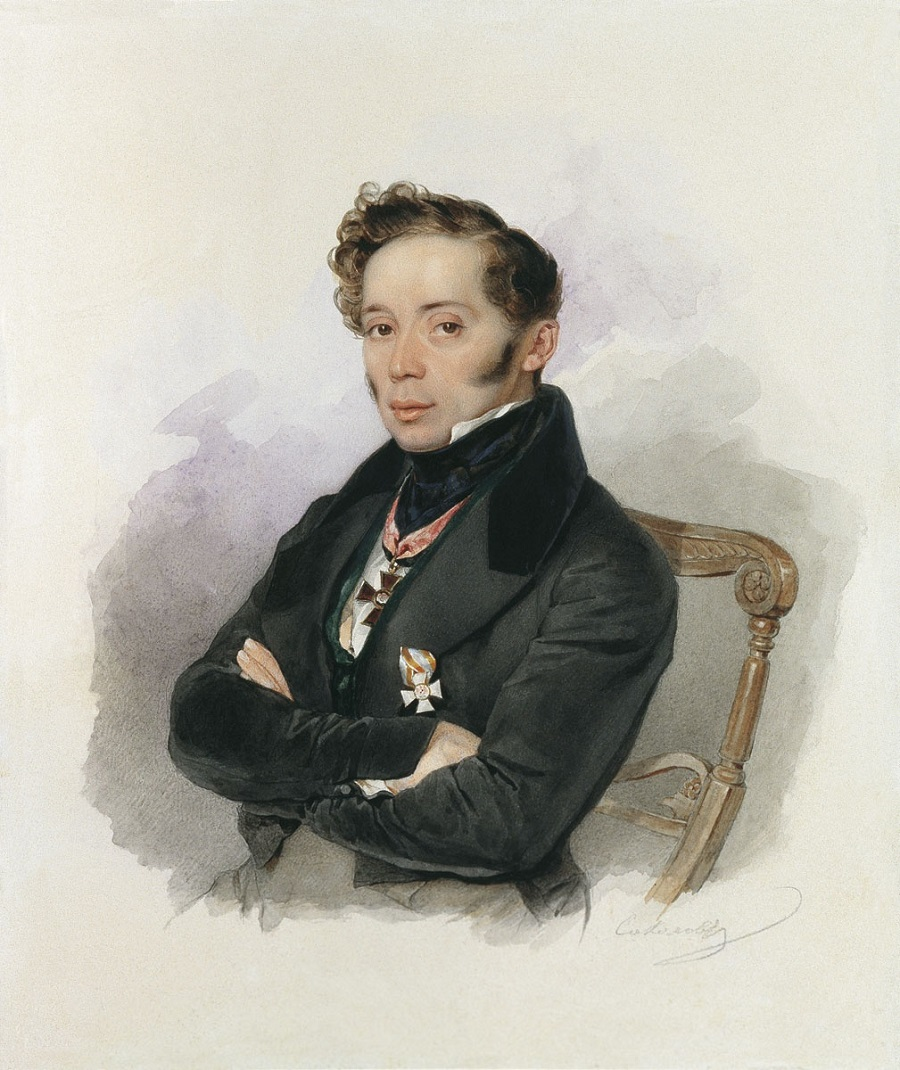
Портрет Андрея Ивановича Барклая де Толли со знаком ордена 3-го класса
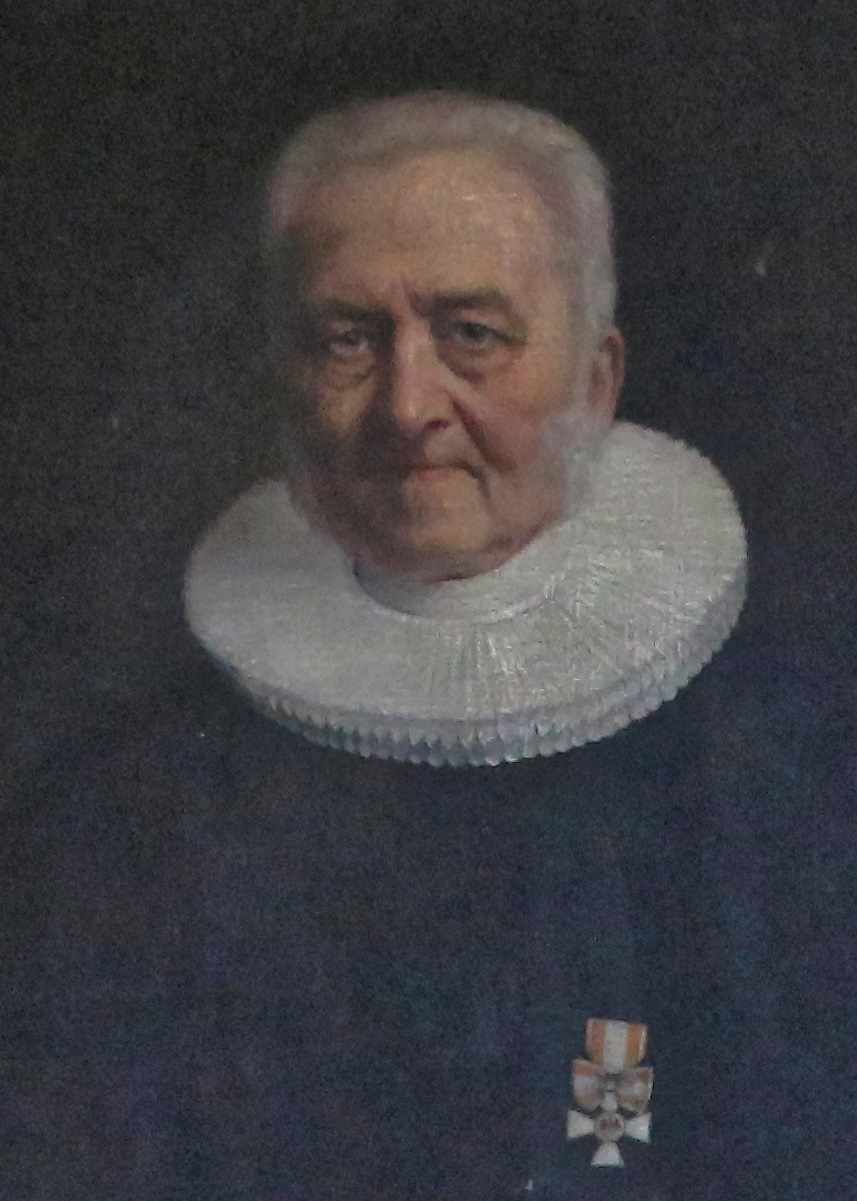
Портрет Иоханнеса Генриха Цизе со знаком ордена 3-го класса с бантом